# Велика народна зала

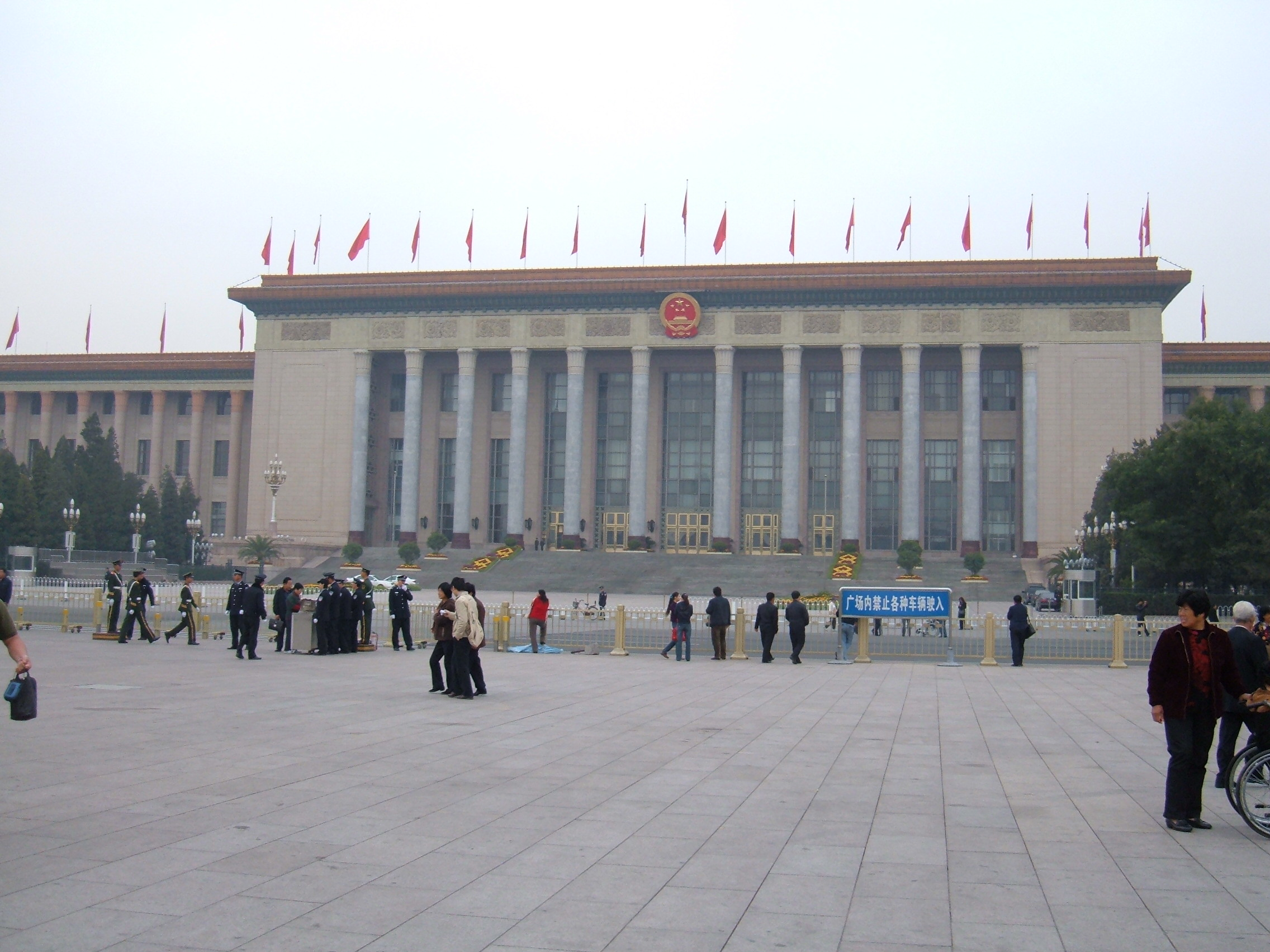
Велика народна зала

Велика народна зала (кит.: 人民大会堂, Rénmín Dàhuìtáng), також Дім народних зборів — будівля китайського парламенту в столиці країни місті Пекіні.
Велика народна зала розташована на західному боці найбільшої центральної пекінської площі Тяньаньмень. Споруду звели з-поміж десятьох інших великих будівель до десятиліття Китайської народної республіки (вересень 1959 року).

## Опис
Довжина будівлі — 356 м, ширина — 207 м, висота — 46,5 м, загальна площа сягає 171 800 м².
Кожній адміністративній одиниці Китаю в споруді присвячена окрема зала, оздоблена згідно з місцевими традиціями. Державна бенкетна зала здатна вмістити до 7 000 гостей.
У будівлі, що є яскравим взірцем маоїстської громіздкої архітектури, регулярно засідають Всекитайські збори народних представників та Народна політична консультативна рада Китаю.

## Галерея

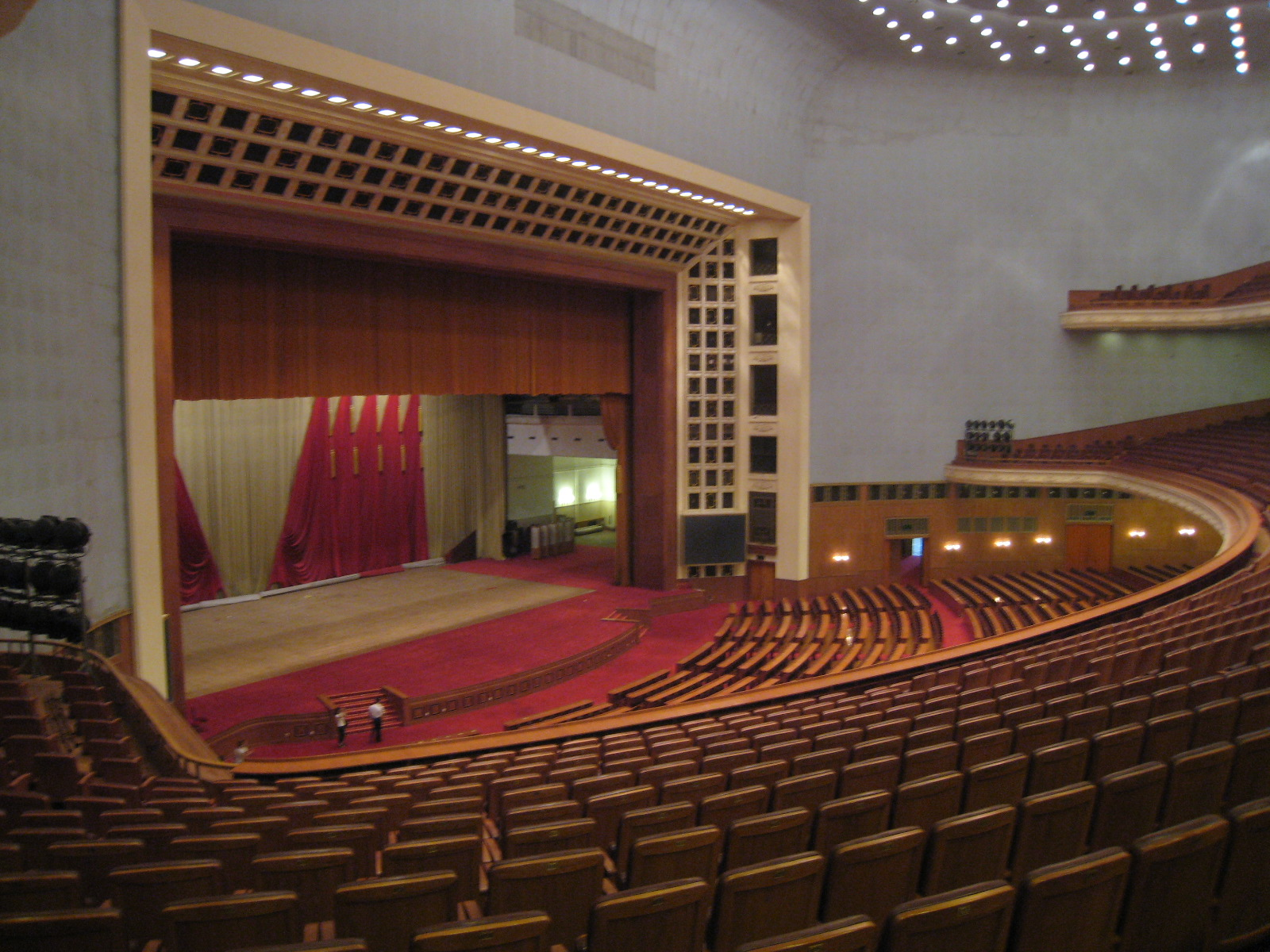
Головна зала
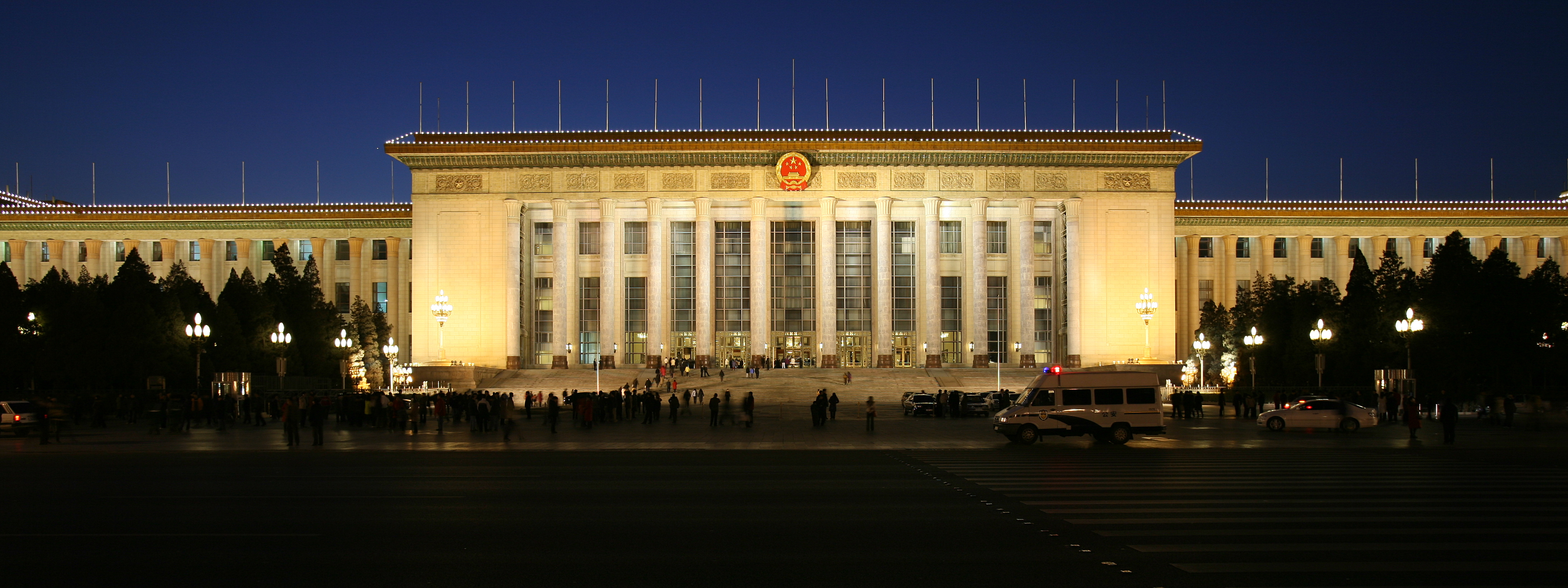
Нічний вид
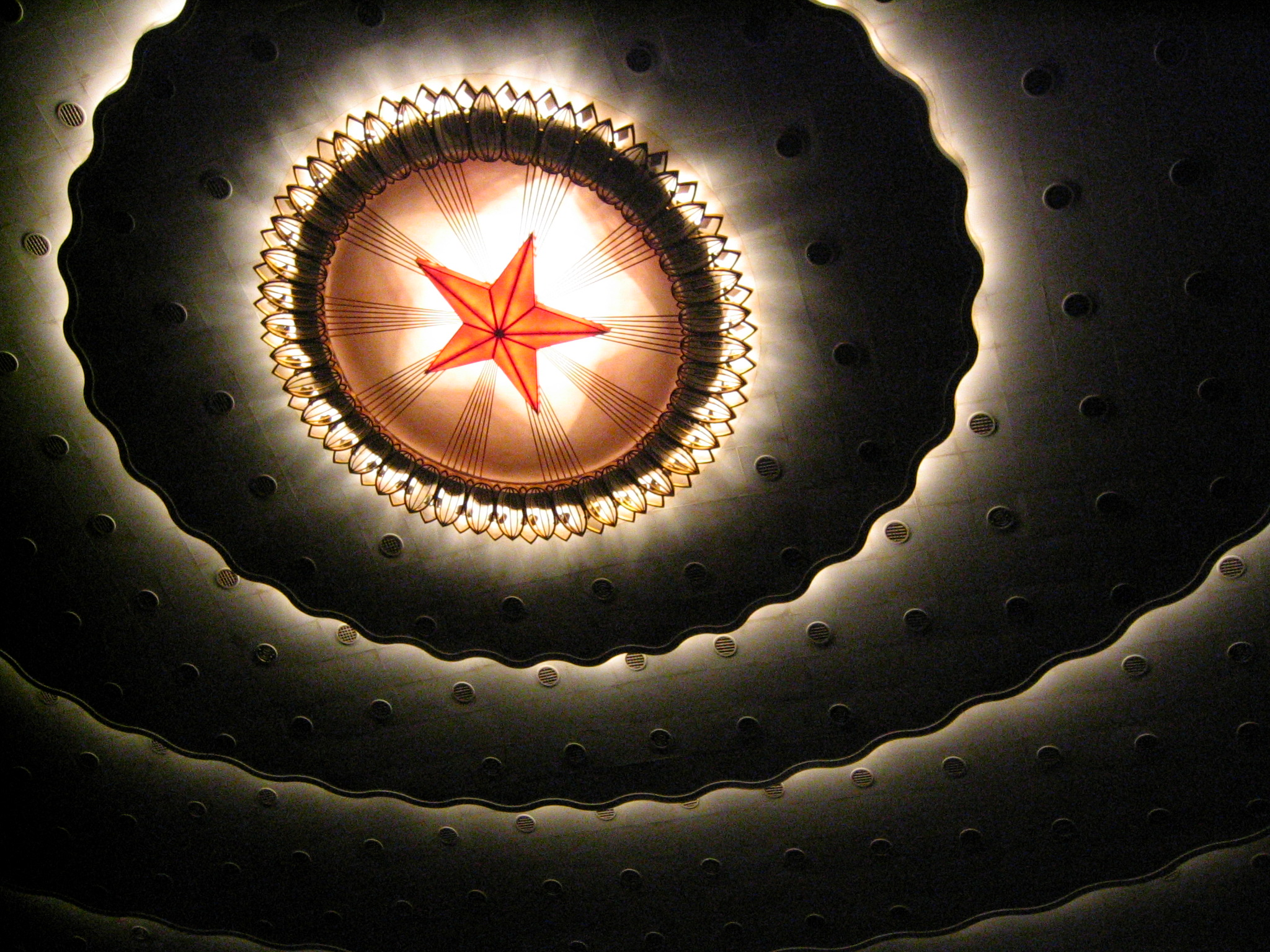
Стеля головної зали
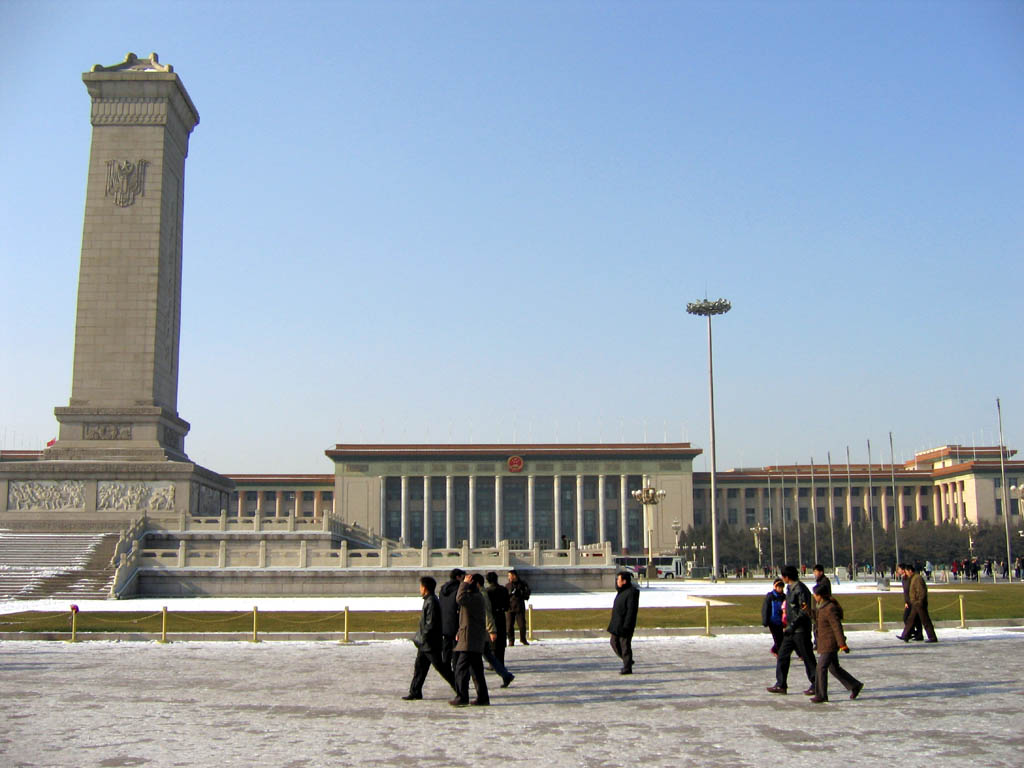
Площа Тяньаньмень
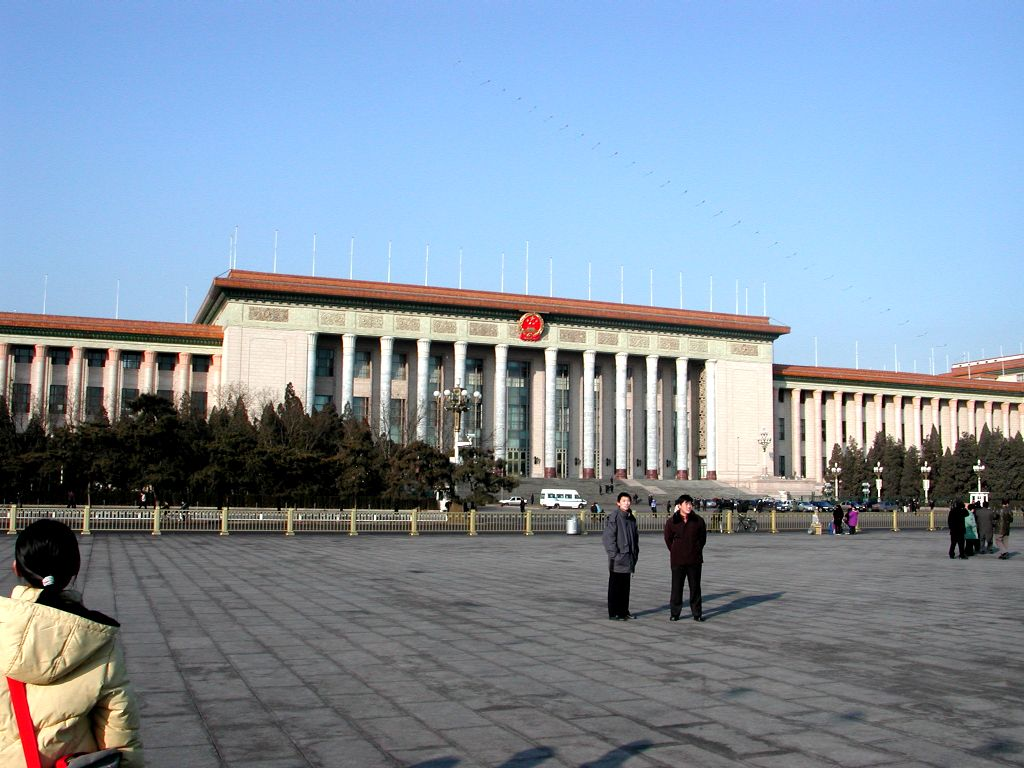
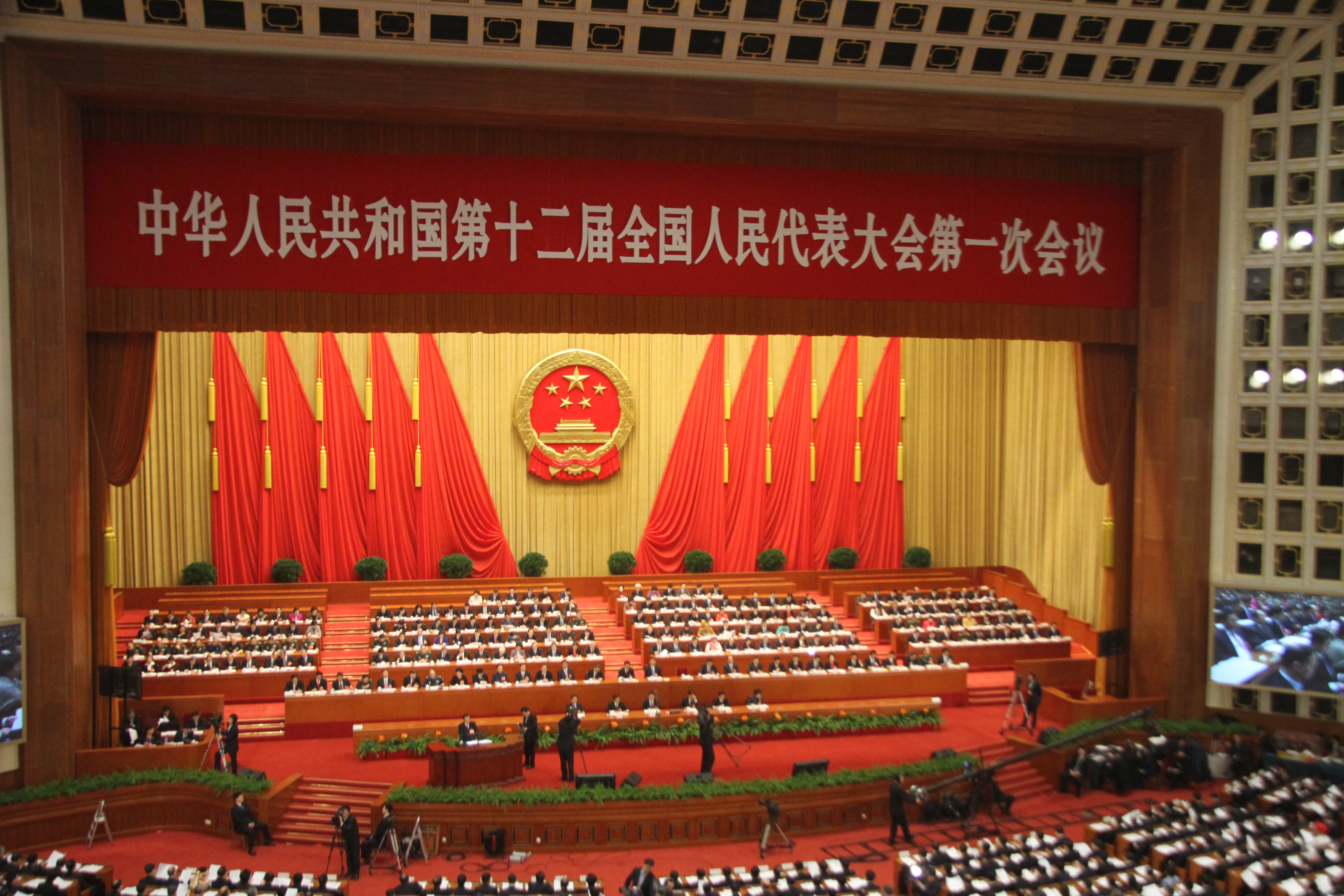
12-ий національний народний конгрес